# Brookhaven (Nueva York)
Para el lugar designado por el censo con el mismo nombre, véase; Brookhaven.
Brookhaven es un pueblo ubicado en el condado de Suffolk en el estado estadounidense de Nueva York. En el año 2004 tenía una población de 472,425 habitantes y una densidad poblacional de 703.5 personas por km².

## Geografía
Brookhaven se encuentra ubicada en las coordenadas 40°46′N 72°54′O / 40.767, -72.900. Según la Oficina del Censo, la ciudad tiene un área total de 1376,6 km² (531,5 mi²), de la cual 671,6 km² (259,3 mi²) es tierra y 705,1 km² (272,2 mi²) (51.22%) es agua.

## Demografía
Según la Oficina del Censo en 2006 los ingresos medios por hogar en la localidad eran de $73,566, y los ingresos medios por familia eran $84,705. Los hombres tenían unos ingresos medios de $48,601 frente a los $32,157 para las mujeres. La renta per cápita para la localidad era de $24,191. Alrededor del 5.9% de la población estaban por debajo del umbral de pobreza.